# Приозерська міська адміністрація
Приозе́рська міська адміністрація (каз. Приозерск қаласы әкімдігі, рос. Приозёрская городская администрация) — адміністративна одиниця у складі Карагандинської області Казахстану, прирівняна до району. Адміністративний центр — місто Приозерськ.
Населення — 10909 осіб (2021; 13479 у 2009, 11033 у 1999).